# Marina mercante británica
La Marina mercante británica es la flota marítima del Reino Unido y comprende los intereses comerciales marítimos de los buques registrados en el Reino Unido y sus tripulaciones. Los buques de la Marina Mercante izan el pabellón rojo y están regulados por la Agencia Marítima y de Guardacostas (MCA). El Rey Jorge V otorgó el título de «Marina Mercante» a las flotas de buques mercantes británicos después de su servicio en la Primera Guerra Mundial; Desde entonces, otras naciones han adoptado el título.

## Historia
La Marina mercante ha existido durante un período significativo en la historia inglesa y británica, debido a su crecimiento por el comercio y la expansión imperial. Puede remontarse al siglo XVII, cuando se intentó registrar a todos los marinos como fuente de trabajo para la Marina Real en tiempos de conflicto. Ese registro de marinos mercantes falló, y no se implementó con éxito hasta 1835. La flota mercante creció durante años sucesivos para convertirse en la más importante del mundo, beneficiándose considerablemente del comercio con las posesiones británicas en India y el Lejano Oriente. Los lucrativos intercambios de azúcar, contrabando de opio a China, especias y té (transportados por barcos como el Cutty Sark) ayudaron a afianzar este dominio en el siglo XIX.
En la Primera y Segunda Guerra Mundial, el servicio mercantil sufrió grandes pérdidas por los ataques de submarinos alemanes. Una política de guerra sin restricciones significaba que los marinos mercantes corrían el riesgo de ser atacados por barcos enemigos. El tonelaje perdido con los submarinos en la Primera Guerra Mundial fue de alrededor de 7 759 090 toneladas, y alrededor de 14 661 marinos fueron asesinados. En honor al sacrificio hecho por los marinos mercantes en la Primera Guerra Mundial, Jorge V otorgó el título de «Marina Mercante» a las compañías.

En 1928, Jorge V le dio a Eduardo, Príncipe de Gales, el título de «Maestro de la Marina Mercante y de las Flotas de Pesca»; que conservó después de su ascenso al trono en enero de 1936 y perdió solo por su abdicación en diciembre. Desde Eduardo VIII, el título ha estado en manos de los soberanos Jorge VI e Isabel II. Cuando el Reino Unido y el Imperio Británico entraron en la Segunda Guerra Mundial en septiembre de 1939, Jorge VI emitió este mensaje:
«En estos días ansiosos, quisiera expresar a todos los oficiales y hombres y en la marina mercante británica y las flotas pesqueras británicas mi confianza en su determinación infalible de desempeñar su papel vital en la defensa. A cada uno le diría: la suya es una tarea no menos esencial para la experiencia de mi gente que la asignada a la Armada, el Ejército y la Fuerza Aérea. De ti depende la Nación para gran parte de sus alimentos y materias primas y para el transporte de sus tropas al extranjero. Tiene una historia larga y gloriosa, y me enorgullece llevar el título de «Maestro de la Marina Mercante y las Flotas de Pesca». Sé que cumplirás tus deberes con resolución y fortaleza, y que las tradiciones caballerescas de tu vocación están a salvo en tus manos. Dios te guarde y prospere en tu gran tarea».
Durante la Segunda Guerra Mundial, los submarinos alemanes hundieron casi 14.7 millones de toneladas de envíos aliados, que ascendió a 2828 barcos (alrededor de dos tercios del total de tonelaje aliado perdido). Solo el Reino Unido sufrió la pérdida de 11.7 millones de toneladas, que era el 54% de la flota total de la Marina Mercante al estallar la Segunda Guerra Mundial. 32 000 marinos mercantes fueron asesinados a bordo de buques convoy en la guerra, pero junto con la Marina Real, los convoyes importaron con éxito suficientes suministros para permitir una victoria aliada.
En honor a los sacrificios realizados en las dos guerras mundiales, la Marina Mercante deposita coronas de recuerdo junto a las fuerzas armadas en el servicio anual del Día del Recuerdo el 11 de noviembre. Después de muchos años de cabildeo para lograr el reconocimiento oficial de los sacrificios realizados por los marinos mercantes en dos guerras mundiales y desde entonces, el Día de la Marina Mercante se convirtió en un día oficial de recuerdo el 3 de septiembre de 2000.

## Banderas

### Insignias
Las insignias se muestran en la popa de la embarcación o se muestran en la vela cangreja, en la verga. Las insignias rojas se pueden desfigurar, solo se pueden volar con una orden a bordo del barco.

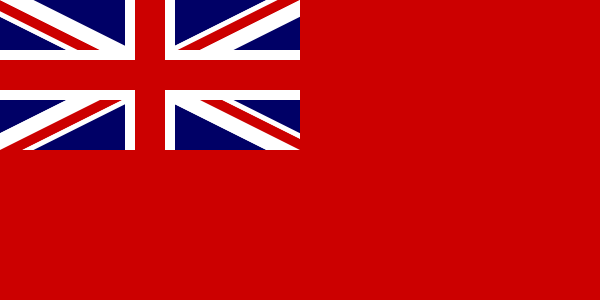
Merchant Navy

#### Insignias de los Territorios Británicos de Ultramar

Gibraltar
Guernsey
Jersey
British Virgin Islands
Cayman Islands
Islas Malvinas
Isla de Man
Islas Turcas y Caicos

#### Insignias del Yacht Club

House of Commons Yacht Club
Royal Dart Yacht Club
Royal Fowey Yacht Club
Royal Norfolk and Suffolk Yacht Club
Royal Windermere Yacht Club
St Helier Yacht Club
West Mersea Yacht Club
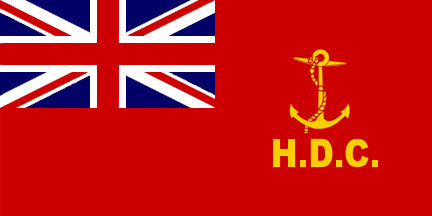
Hamilton Dinghy Club
Royal Portsmouth Corinthian Yacht Club, the Royal St George Yacht Club and the Royal Victoria Yacht Club
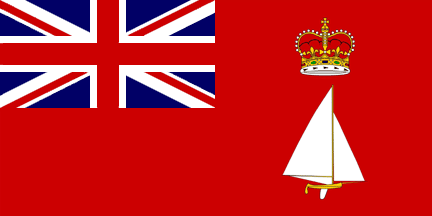
Royal Hamilton Amateur Dinghy Club
Trinity House

### Banderas domésticas
Las banderas de la casa son personales y diseñadas por una empresa. Se muestra en una driza de puerto de un Yardarm

Isles of Scilly Steamship Company

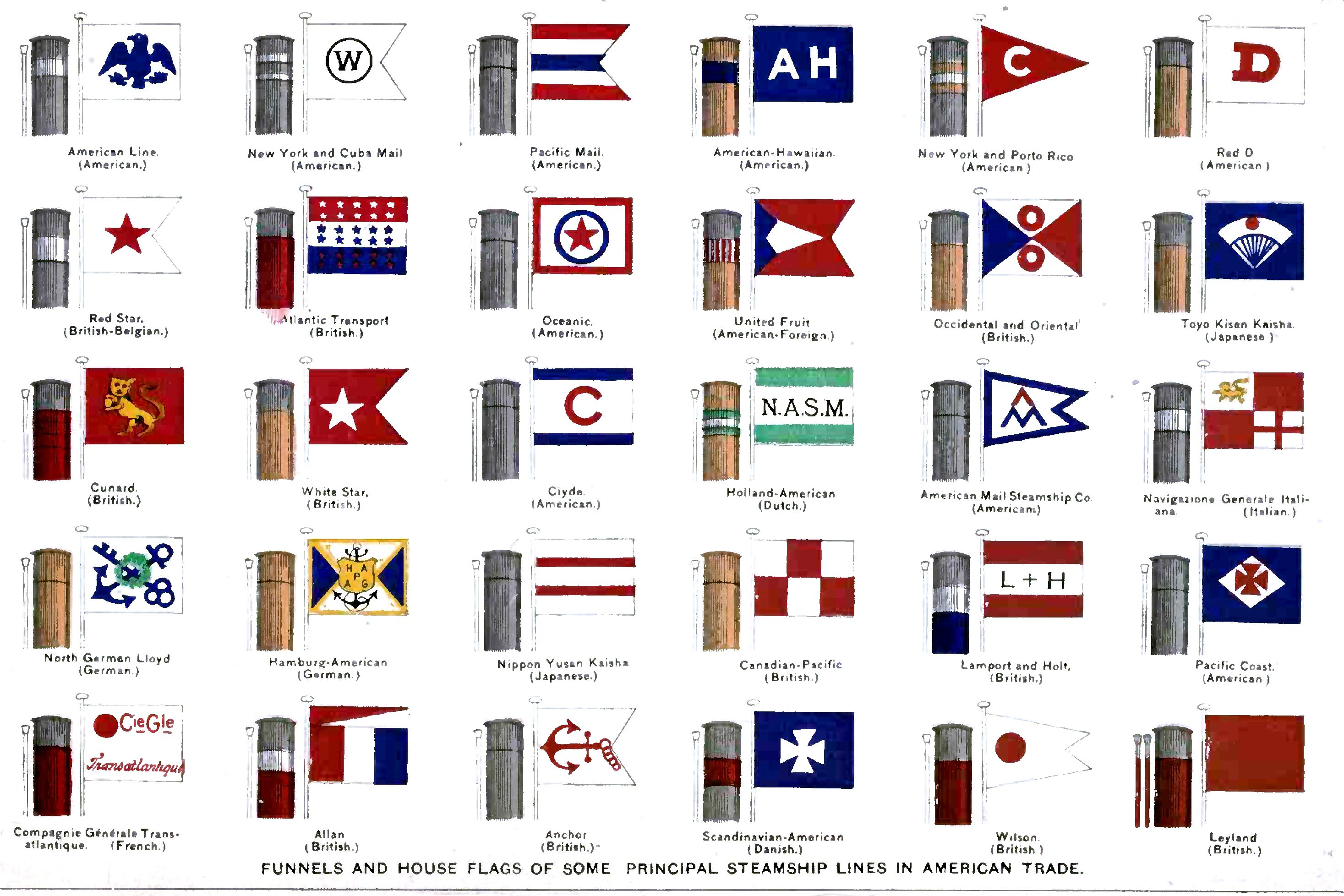
Banderas de navieras de principios del siglo XX

## Actualidad
A pesar de mantener su posición dominante durante muchas décadas, el declive del Imperio Británico, el aumento del uso de la bandera de conveniencia y la competencia extranjera llevaron al declive de la flota mercante. Por ejemplo, en 1939, la Marina Mercante era la más grande del mundo con un 33% del tonelaje total. Para 2012, la Marina Mercante, que aún era una de las más grandes del mundo, tenía solo el 3% del tonelaje total.

## Divisas
| Oficiales de puente       | Oficiales de puente | Oficiales de máquinas       | Oficiales de máquinas | Oficiales de radio              | Oficiales de radio | Oficiales médicos      | Oficiales médicos | Sobrecargos       | Sobrecargos |
| ------------------------- | ------------------- | --------------------------- | --------------------- | ------------------------------- | ------------------ | ---------------------- | ----------------- | ----------------- | ----------- |
| Capitán                   |                     | Jefe de máquinas            |                       | N/A                             | N/A                | N/A                    | N/A               | N/A               | N/A         |
| Primer oficial            |                     | Primer maquinista           |                       | Primer oficial radioeléctronico |                    | Primer of. médico      |                   | Primer sobrecargo |             |
| Segundo Oficial           |                     | Segundo maquinista          |                       | 2.º Oficial radioelectrónico    |                    | Segundo oficial médico |                   | 2.º Sobrecargo    |             |
| Tercer oficial            |                     | Tercer maquinista           |                       | N/A                             | N/A                | Enfermero/a            |                   | Tercer sobrecargo |             |
| Alumno de puente (cadete) |                     | Alumno de máquinas (cadete) |                       | Alumno de radio (cadete)        |                    | N/A                    | N/A               | N/A               | N/A         |

### Históricos
- Photos of the Merchant Marine Memorials in London
- Tramp Steamers and Liberty Gallery

### Profesionales y educativos
- Maritime and Coastguard Agency UK
- The Merchant Navy Training Board
- Nautilus International
- The Nautical Institute
- Merchant Navy Colleges
- UK Chamber of Shipping

- Datos: Q14970920
- Multimedia: Merchant Navy (United Kingdom) / Q14970920